# Histoire de l'économie
 (21 septembre 2017).
Pour l'histoire de l'économie comme discipline, voir Histoire de la pensée économique. Pour la branche économique de la discipline historique, voir Histoire économique.
L'histoire de l'économie est l'étude historique de l'économie.
À la Préhistoire, l'économie est d'abord une économie de chasseurs-cueilleurs. Au Néolithique, se développe l'agriculture avec l'élevage des animaux et la culture des champs.
Le commerce se développe  dans les civilisations antiques comme la Mésopotamie.
Au XIXe siècle, la révolution industrielle transforme en profondeur l'économie.

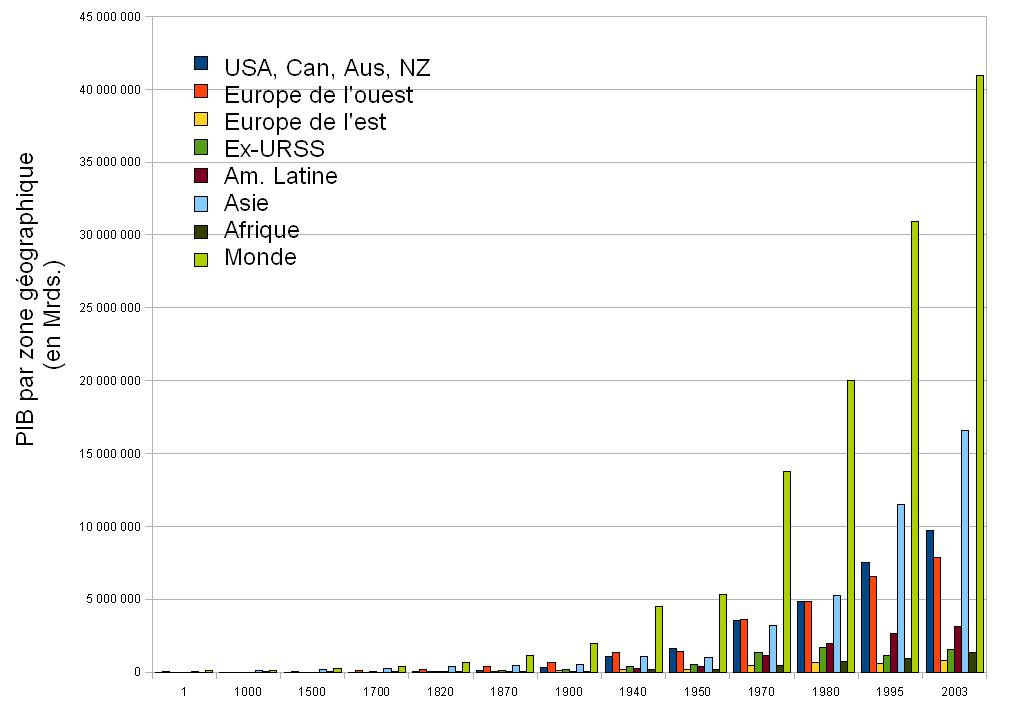
Évolution du PIB de l'an 1 à l'année 2003, basé sur les données d'Angus Maddison.

## Préhistoire
Sur une période couvrant des centaines de milliers d'années se mettent en place les éléments fondamentaux de l'économie, caractérisés comme l'économie de la prédation développée par les populations de chasseurs-cueilleurs :
- transformations des aliments avec le feu ;
- premières productions d'outils puis de vêtements, d'objets artistiques et religieux, etc. ;
- premiers échanges (don, troc, guerre).

Adam Smith estime que durant l'âge de la pierre, il y avait une certaine division du travail à l'intérieur des tribus de chasseurs ou de bergers, les uns fabriquant les instruments de chasse et les autres les utilisant. Cette vision est toutefois décriée par de nombreux anthropologues pour qui ce type de raisonnement découle davantage de l'expérience de pensée que de l'observation empirique.

## La révolution néolithique
La période du Néolithique est souvent considérée comme incluant la première révolution économique. Elle se situe à un tournant important de l'histoire et constitue une rupture entre le nomadisme et le sédentarisme. Cette rupture majeure dans l'histoire humaine se situe dans un temps court de 4 000 ans entre -12 000 et -8 000 avant notre ère[réf. souhaitée].
La révolution néolithique enregistre deux évolutions historique majeures, d'abord la naissance de l'agriculture et ensuite la création de structures urbaines, villages puis villes. Mais bien d'autres éléments, constitutifs des sociétés humaines, se mettent progressivement en place : la naissance de la propriété, l'émergence de techniques nouvelles y compris la roue et l'écriture, la spécialisation du travail.
L’expression « révolution néolithique » a été introduite par l’archéologue australien Vere Gordon Childe dans les années 1930 pour caractériser les évènements survenus au Proche-Orient vers 9000 ans avant notre ère. Elle fait référence à un changement radical et rapide, marqué par le passage d’une économie de prédation (chasse, cueillette) à une économie de production (agriculture, élevage). Les recherches les plus récentes conduisent à relativiser cette notion de phénomène brutal. Ainsi, l’adoption de l’agriculture ne s’avère pas aussi rapide qu’on pouvait le croire durant la première moitié du XXe siècle. De plus, elle n’est ni synchrone à l’échelle des différents continents, ni universelle. Les premiers agriculteurs exploitaient encore les ressources naturelles et certains groupes conservent une économie de chasseur-cueilleur jusqu’à nos jours. Il existe également des exemples de groupes de pasteurs nomades. L'adoption d'une économie de production semble être un phénomène progressif, initié selon certains auteurs dès le début du Mésolithique.
Il n'en reste pas moins que la néolithisation est une des étapes majeures de l'aventure humaine, au même titre que la domestication du feu ou la révolution industrielle.

### Émergence de l'agriculture
La domestication animale et la maîtrise de la culture des végétaux sont les deux évolutions majeures qui ont sous-tendu cette révolution économique.

### Émergence des structures urbaines
Les hommes se rassemblent d'abord sous forme de groupes nomades en recherche perpétuelle de nouveaux terrains fertiles, puis avec l'agriculture, la sédentarisation devient possible.
En même temps que la sédentarisation se met en place la spécialisation des tâches (artisanat). On assiste à la naissance de la monnaie et au développement du commerce.

## Une lente évolution
Au cours de l’Antiquité, puis du Moyen Âge, le développement des communications terrestres et navales, et en parallèle celui de l'écriture et de la comptabilité, l'amélioration des techniques conduit des régions entières à devenir des centres de production de plus en plus spécialisés dans tel ou tel bien de consommation (ou d'apparat) approvisionnant d'autres régions éventuellement très lointaines, du monde connu. Mais les modes de production, tout en se sophistiquant, restent basés sur l'agriculture, l'artisanat et le travail manuel.

### L'économie antique
Avec les grandes civilisations méditerranéennes de l'Égypte, de la Grèce et de Rome, l'économie se structure et se développe. À l'époque du Code de Hammurabi, la rémunération de différentes professions est documentée, dans le Code de Hammurabi.

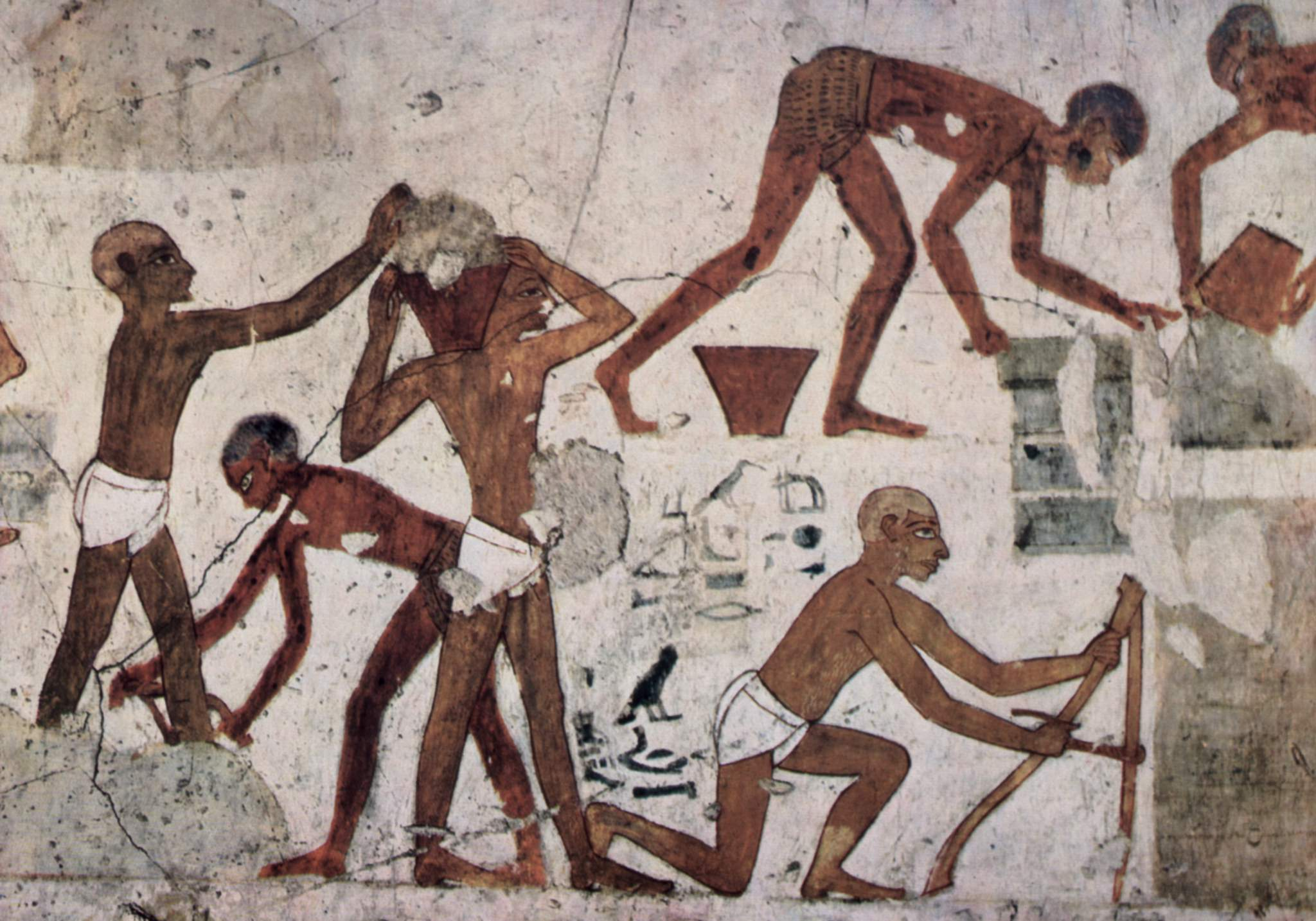
Peinture de la tombe de Rekhmirê, fabrication de briques.

Les Sciences dans l'Égypte antique abordaient par exemple les outils de calcul de partage égal et inégal de richesse, comme le suggère le Papyrus Rhind (l'an 33 du règne du pharaon Apophis, c'est-à-dire à l'époque du Moyen Empire).
L'économie de la Grèce antique se caractérise par une forte prégnance de l’agriculture, base de l’économie et de la société, d’autant plus importante que les sols grecs sont peu fertiles. À partir du VIe siècle av. J.-C., l’artisanat et le commerce, principalement maritime, se développent. La notion d’« économie », au sens où elle est entendue à l’heure actuelle, est relativement anachronique pour la Grèce antique. L’οἰκονομία / oikonomia ne désigne alors que la gestion de l’οἶκος / oikos, c’est-à-dire la maison ou le domaine. Ainsi, les nombreux traités intitulés Économique, comme celui de Xénophon, sont en fait destinés à de grands propriétaires terriens soucieux de bien gérer leurs terres. Inversement, les Grecs ne possèdent aucun terme précis pour désigner l’ensemble des processus de production et d’échange.

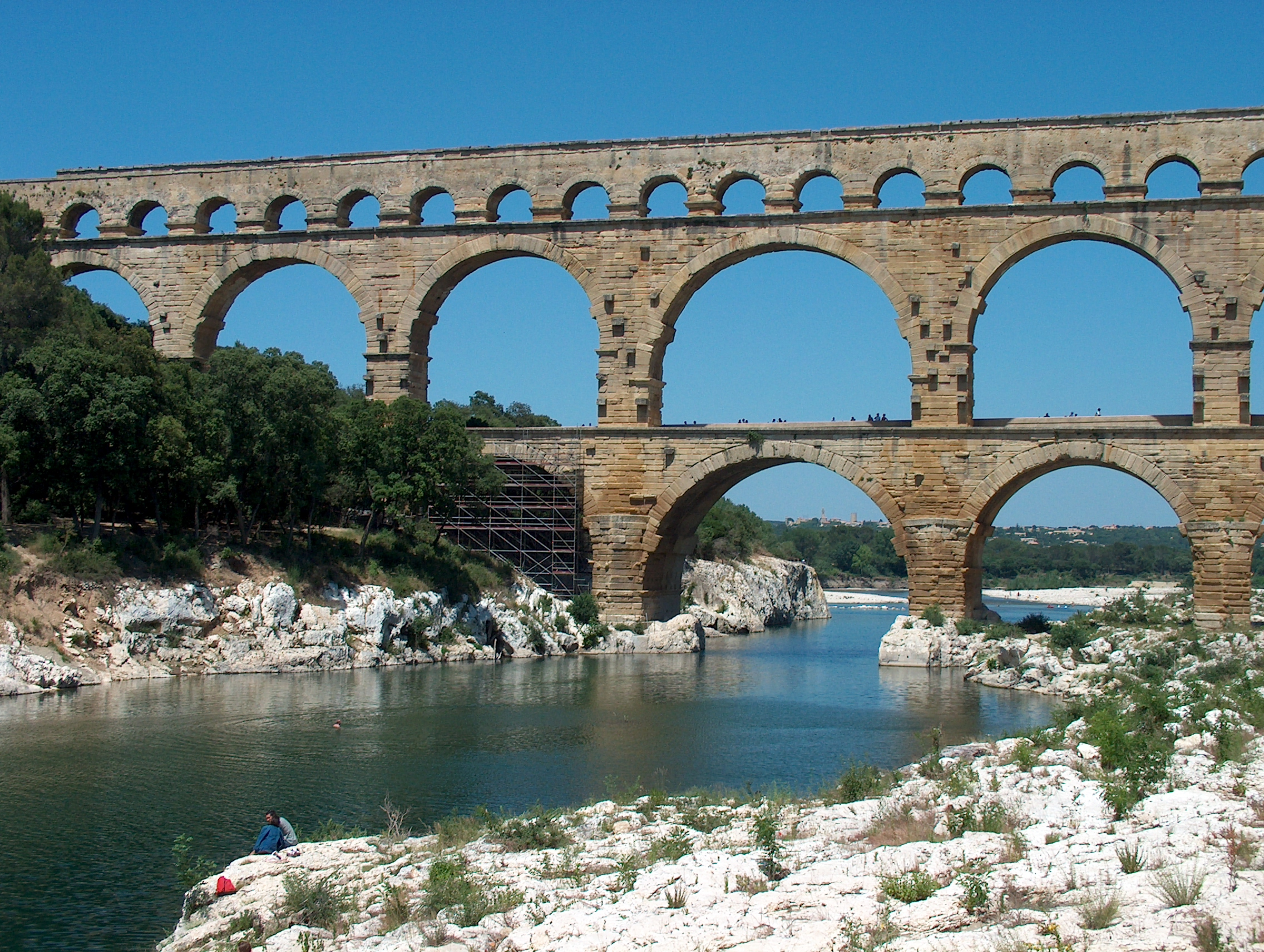
Le pont du Gard

L'Économie romaine à l'origine basée sur la paysannerie, et la culture du blé dans les zones drainées mesurait la richesse en tête de bétail (pecunia). À partir du VIIIe siècle av. J.-C., le commerce se développe, sûrement sous le développement du commerce du sel et Rome est fondée. Dès lors la population croît, il se développe un artisanat souvent d'origine étrusque, mêlant des populations latines, sabines, étrusques. Un marché y est tenu tous les neuf jours (Nundinae), les paysans se rendaient en ville.
Le développement de la puissance romaine, surtout depuis la seconde guerre punique, l'importance prépondérante du monnayage romain et l'accroissement spectaculaire de la richesse acquise entraînent une financiarisation progressive de la vie économique: des métiers financiers spécifiques apparaissent, dont la banque de dépôt et de crédit. Cette professionnalisation durera plusieurs siècles avant de s'effondrer lors de la crise du IIIe siècle et ses symptômes néfastes à l'économie: instabilité politique, dévaluations à répétition, inflation constante.
Au IVe siècle, les grandes métropoles d'Orient comme d'Occident retrouvent leur dynamisme perdu pendant la crise du IIIe siècle. Le grand commerce des produits de luxe est toujours très prospère. Le trafic continental semble lui s'être quelque peu étiolé.  Trèves sur le limes, devenu résidence impériale connaît une prospérité sans précédent. Cependant on peut constater que c'est surtout la politique monétaire de Constantin qui  creuse les inégalités entre les riches et les pauvres. Il  maintient le cours des pièces en or, les solidus, que seuls les plus aisés peuvent thésauriser mais laisse se dévaluer les monnaies de cuivres nécessaires aux échanges quotidiens ce qui réduit le pouvoir d'achat des masses populaires. La création d'une monnaie intermédiaire correspondant à un tiers de solidus ne permet pas de combler les écarts.
L'un des ressorts fondamentaux de ces économies agricoles consiste dans l'exploitation du travail humain gratuit (esclavage). La croissance économique repose fondamentalement sur la croissance forte des échanges commerciaux et rend nécessaire la continuelle expansion des ressources utiles, ce qui motivent rapines et guerres.
Mais, ces sociétés butent sur la question du développement technique et de l'absence d'accumulation de capital productif.[réf. nécessaire] C'est l'impasse, prélude aux effondrements successifs des empires. La seule époque qui aurait pu éviter cette impasse était l'époque hellénistique, du fait d'une croissance assez remarquable des échanges.[réf. nécessaire]

### L'économie médiévale

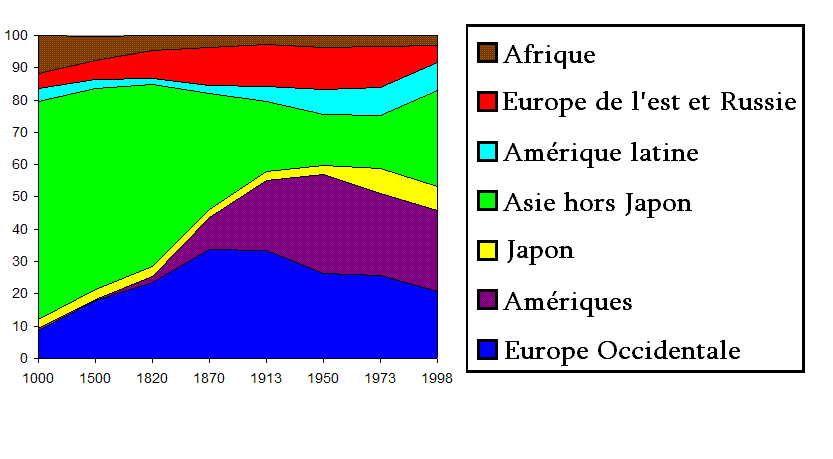
Représentation synthétique de l'évolution de la répartition du PIB mondial de l'an 1000 à l'an 1998.

La notion de marché émerge (Route de la soie en Asie centrale, foires de Champagne attirant des négociants de toute l'Europe du Moyen Âge). Les États qui se constituent, mettent en place par réaction, une doctrine comme le mercantilisme (monopoliser les productions pour ne pas être dépendant d'autrui, et accumuler de l'or en approvisionnant les autres).
Entre 1000 et 1348, la population a encore doublé. On assiste à une augmentation rapide de la population urbaine, ce qui amène l'urbanisation. Aussi de nouvelles techniques de travail sont découvertes, ce qui donne lieu à la révolution agricole médiévale.
Le développement rapide de l'industrie de la laine rend l'économie un peu moins dépendante des simples aléas agricoles. L'arrivée des produits coloniaux, de plus en plus importante, signe la meilleure santé de l'économie médiévale à la fin du Moyen Âge qu'à son début.

## La révolution industrielle

### Proto-industrie
Le terme proto-industrie renvoie aux recherches menées dans les années 1970 par l'historien néerlandais Franklin Mendels. L'ambition de ce concept est d'expliquer la transition entre le régime de production féodal et celui de la production capitaliste tels que présentés dans la pensée de Karl Marx. La définition de proto-industrialisation donnée par Mendels est « la croissance rapide de l'industrie surtout rurale conservant une organisation traditionnelle mais orientée vers le marché. Cela était accompagné de changement au niveau de l'organisation spatiale de l'économie rurale. » La proto-industrie fut un phénomène trans-européen et d'une importance incontournable puisqu'en en France par exemple dès 1789, selon les estimations de Mendels, la production industrielle avait déjà dépassé celle de l'agriculture en portion du PIB. 
La théorie de Mendels part du constat que durant la période moderne les journaliers ne trouvaient guère qu'à s'employer durant les mois d'été pour les moissons et, de fait, le reste de l'année ils constituaient une main d'œuvre à bas prix. Les capitalistes urbains utilisèrent leur force de travail pour le travail textile. Selon Mendels, ce système permit aux entrepreneurs d'accumuler suffisamment de  capital pour initier au milieu du XVIIIe siècle la Révolution industrielle. Qui plus est, les revenus supplémentaires obtenus par les populations rurales grâce à leur travail proto-industriel créa une demande pour les biens produits par la proto-industrie elle-même et, à terme, un marché prêt à recevoir les productions de la première Révolution Industrielle. Par ailleurs, Mendels identifie un facteur important par lequel la proto-industrie influença les développements du secteur secondaire au XIXe siècle : ce travail avait habitué les populations rurales au labeur artisanal et à la supervision extérieure, deux traits importants que sauront exploiter les contre-maîtres dans les usines du siècle suivant.
Il est important de ne pas confondre la proto-industrie telle que définie par Mendels et qui prend son envol au XVIe siècle et surtout au XVIIe siècle avec l'artisanal rural qui peut se retrouver dès les temps préhistoriques. Les différences sont sensibles :
- la proto-industrie est destinée à un marché bien plus large que la simple demande locale ce qui suppose une spécialisation régionale poussée ;
- la croissance démographique de l'époque moderne créa une offre supplémentaire sur le marché du travail qui enclencha le processus ;
- la chute du prix du blé força les habitants des régions les moins productives à s'orienter vers le travail artisanal ;
- l'intégration de nouvelles régions dans le marché créa une nouvelle demande pour les produits artisanaux, forçant de ce fait les populations rurales à augmenter leurs revenus.

Quoi qu'il en soit de nombreuses régions rurales devinrent liées fermement à la production proto-industrielle. Il est notable que contrairement au modèle rural habituel, le nombre de mariages était parfois plus corrélé avec le prix des produits artisanaux qu'avec celui des denrées alimentaires. En quelque sorte, les populations rurales étaient rentrées dans l'ère industrielle avant même que celle-ci ne commence. Une différence majeure avec la période suivante cependant tient au fait que la relative simplicité de la machinerie employée ne demandait aux entrepreneurs urbains qu'un investissement fixe assez léger.
La théorie de Mendels a ouvert un long débat historiographique et a été en général très critiquée par les historiens récents.

### Première révolution industrielle
Premières machines, actionnées par le vent et l'eau. Notion de libre-échange. Machine à vapeur (James Watt).

### Seconde révolution industrielle
Mécanisation à la suite des avancées dans le domaine de l'énergie ainsi que dans l'automobile et de l'extraction minière. Constitution de centres industriels importants nécessitant de mobiliser des capitaux importants (création des sociétés par actions, des grandes banques...). On passe du capitalisme commercial au capitalisme industriel et financier.
En 1929 éclata aux États-Unis un krach boursier. Il fut suivi d'une crise économique, la Grande Dépression, qui dura plusieurs années. Afin de mesurer le rétablissement de l'économie, Simon Kuznets inventa en 1934 un instrument de mesure de l'activité encore très utilisé de nos jours : le produit intérieur brut.

## Économie post-industrielle
L'économie post-industrielle mondialisée est l'économie des pays développés, vers laquelle s'orientent aussi divers pays émergents. Elle repose sur :
- le savoir comme facteur déterminant de production, au-delà des trois « classiques » (ressources naturelles, travail, capital physique) ;
- les services, devenus le premier secteur économique dans les pays développées, devant l'agriculture et l'industrie ;
- la mondialisation des marchés, avec formation d'une économie en réseau (entreprise étendue), dont l'articulation géographique donne un rôle clé aux pôles.

## Évolutions récentes

### Une nouvelle forme d'économie
Depuis les années 1970 environ, est apparue une nouvelle forme d'économie, basée sur l'utilisation massive des technologies de l'information et de la communication (l'informatique), et comportant une part importante de services (70 % environ du PIB).
Cette nouvelle forme d'économie est appelée de différentes façons :
- Économie post-industrielle ;
- Économie du savoir ;
- Économie de l'information ;
- Économie de l'immatériel ;
- Économie numérique ;
- Nouvelle économie.

Ces termes sont apparus à des moments un peu différents, mais ils correspondent tous à la même réalité : la place très importante prise par l'information sur support électronique, au lieu de l'information sur support papier.
Dans cette nouvelle forme d'économie, la croissance la plus forte est obtenue dans le secteur des services.
Pour J. de Rosnay, l'élément moteur de l'évolution économique de l'humanité est l'innovation (ou le progrès technique) qui permet à l'homme d'augmenter la productivité de son travail. Bien que les étapes de l'évolution économique sont très espacées dans le temps, Rosnay précise que cette évolution ne s'applique pas instantanément à toutes les régions du monde, mais certaines de ces étapes existent encore aujourd'hui (cf. les aborigènes d'Australie ou les indigènes du Mexique où du Brésil).